# جزيرة الفطيسي
جزيرة الفطيسي، هي جزيرة تبعد حوالي 8 كيلومترات (5.0 ميل) جنوب غرب أبو ظبي في الإمارات العربية المتحدة وتبلغ مساحتها حوالي 50 كيلومتر مربع (12000 فدان).
الجزء الأكبر من الجزيرة، الذي يبلغ طوله 10 كيلومترات (6.2 ميل) وعرضه 5 كيلومترات (3.1 ميل)، هو ملاذ للحياة البرية ولكن في عام 2005 أُفتتح منتجع للسياحة البيئية على الجزيرة.
أظهرت كشوفات مستجمعات المياه القديمة أن مستوطنة الفطيسي الأصلية تعود إلى عدة مئات من السنين. على الرغم من عدم وجود أي مياه عذبة في الجزيرة حاليًا، إلا أنها تدعم مجموعة متنوعة من النباتات والحيوانات، مثل الأطوم والعقاب النساري والسحالي (الضب) والغزالان.
ومن أهم معالم الجزيرة السياحية منتجع الفطيسي السياحي الذي يمتد على طول الشاطئ و يهدف هذا المنتجع بشكل رئيسي إلى اسقبال السياحة البيئية ويضم عدداً من الشاليهات، كما يوفر مجموعة كبيرة من النشاطات البحرية بالإضافة إلى ملاعب لمختلف الرياضات. ويوجد أيضاً الحصن الطيني الأثري والذي كان يسمى القلعة العربية.

## معرض الصور

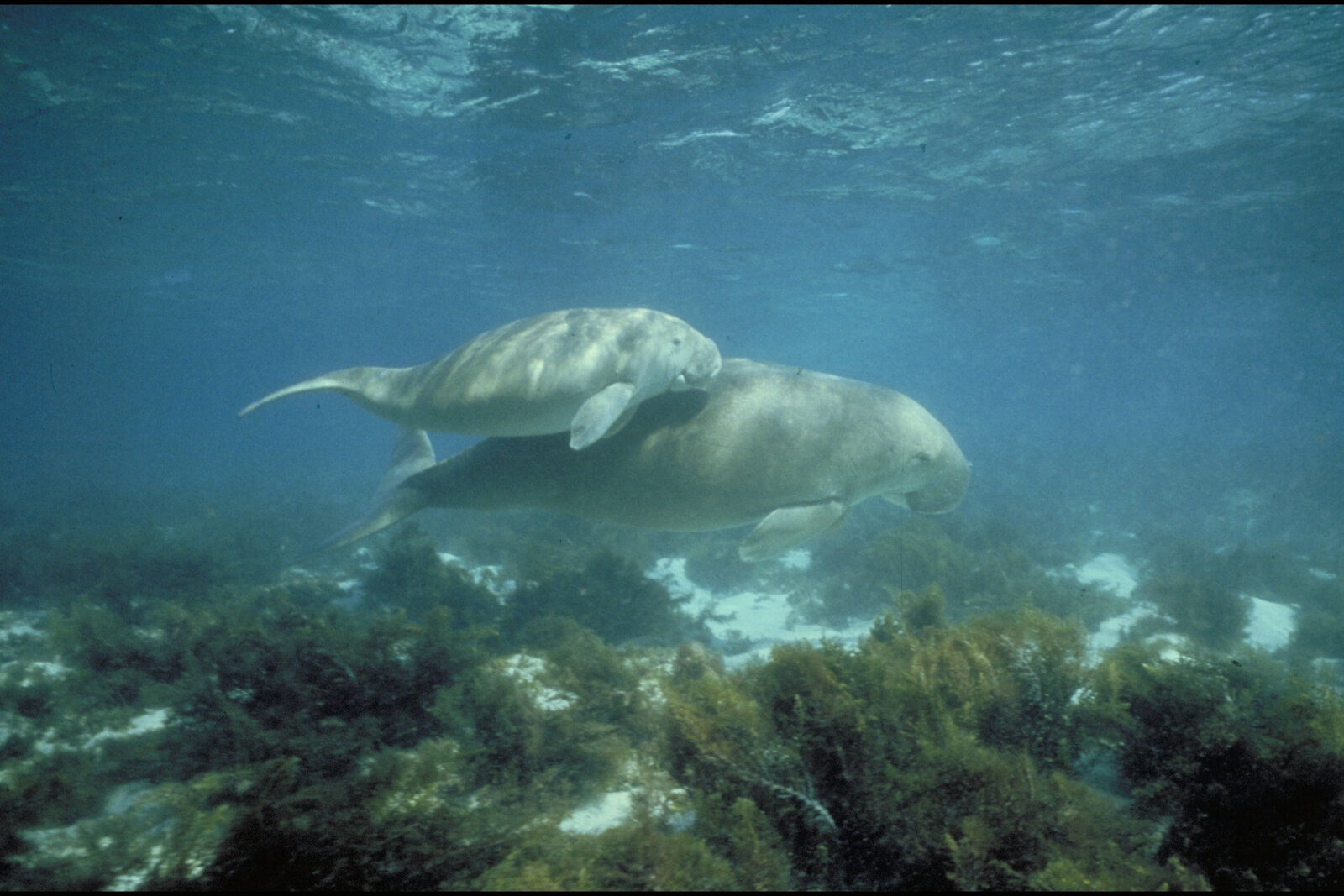
الأطوم

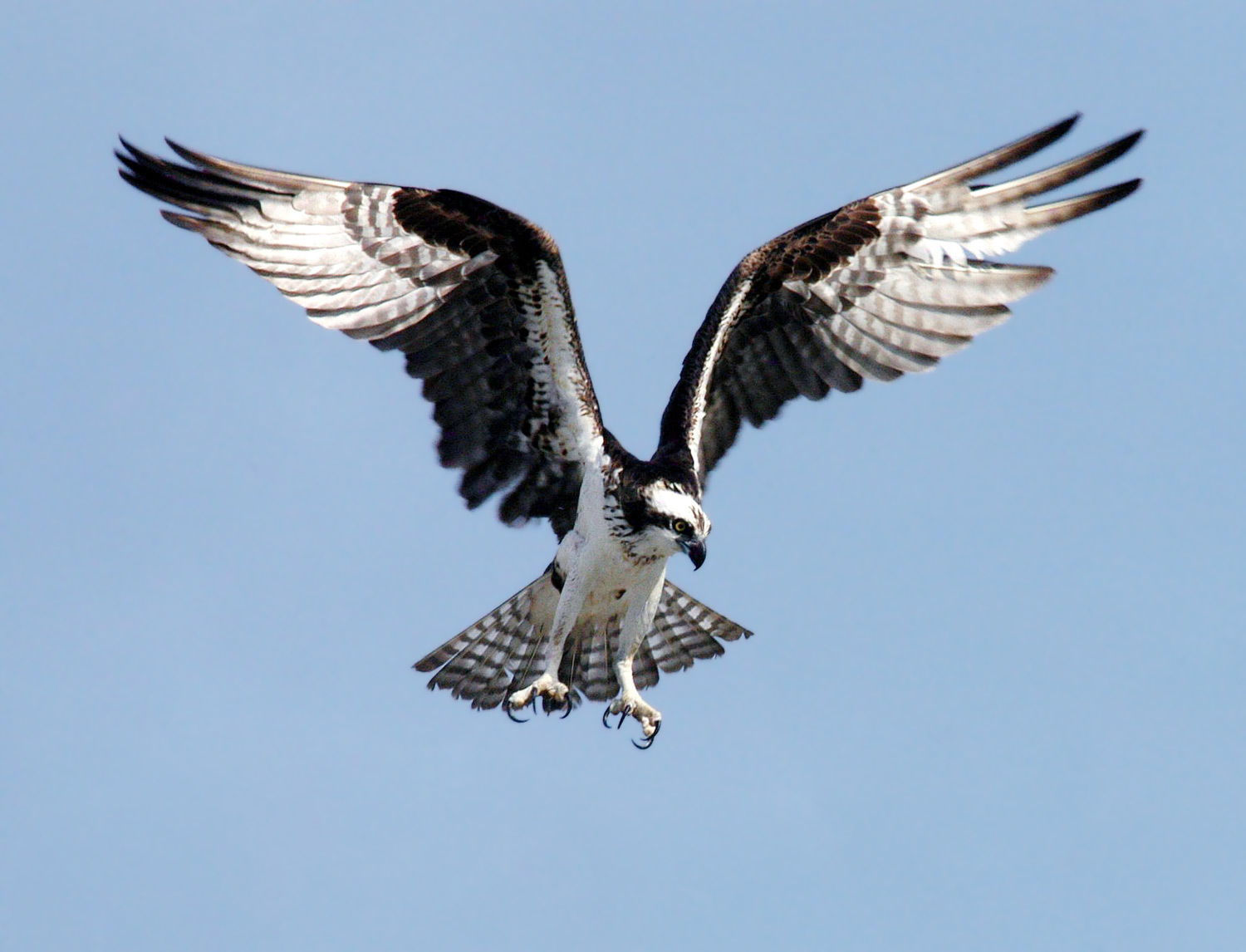
العقاب النساري

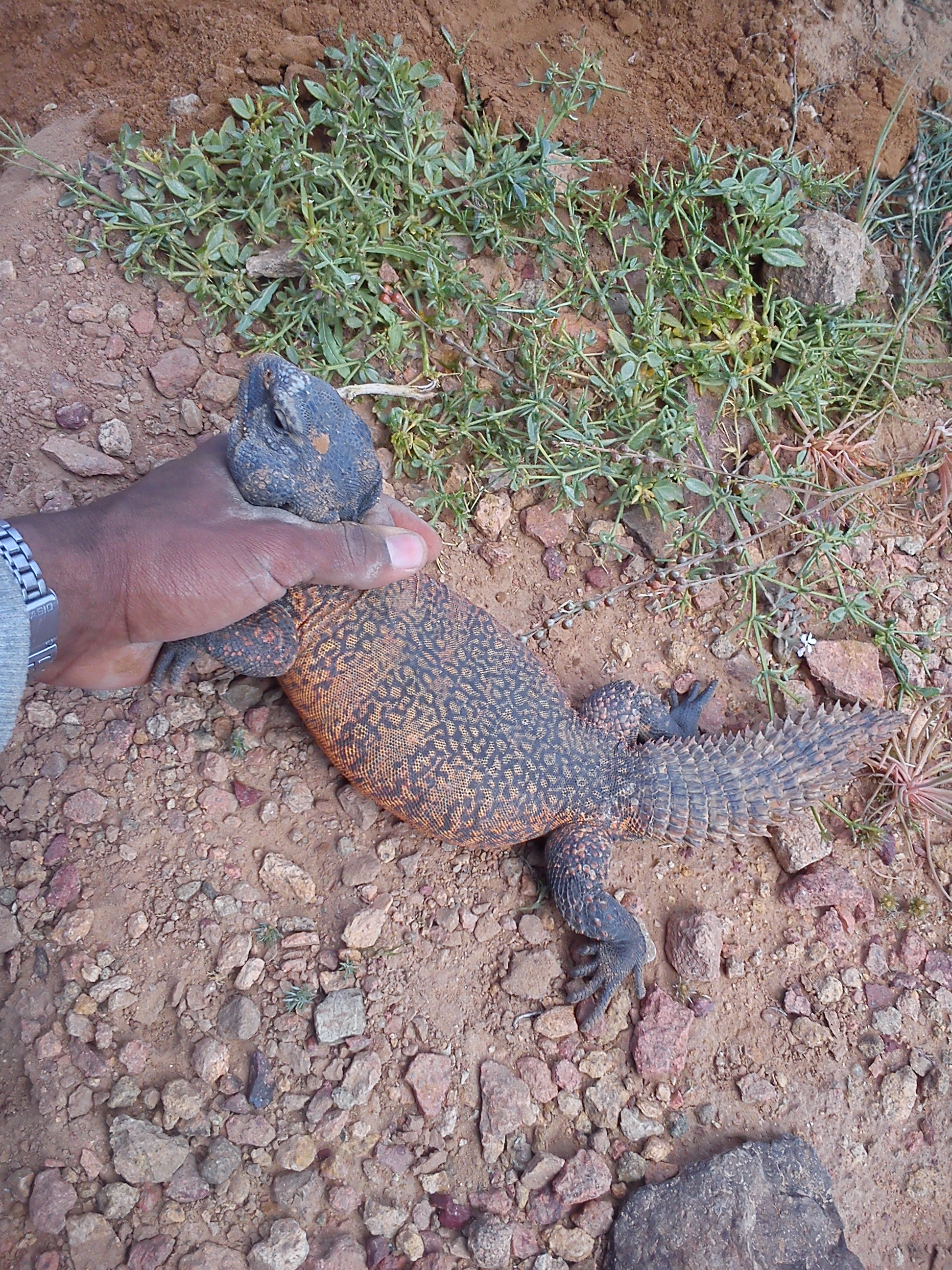
الضب